# Liste von Persönlichkeiten der Stadt Leer
Die Liste von Persönlichkeiten der Stadt Leer umfasst sowohl die in der ostfriesischen Stadt Leer geborenen Persönlichkeiten als auch solche, die dort zwar nicht geboren wurde, aber lange gewirkt haben.

## Söhne und Töchter der Stadt
- Focko Ukena (1370–1436), ostfriesischer Häuptling
- Tönnies Mahler (auch Meister Tonio, um 1615–um 1663), Tischler, Bildschnitzer und Tafelmaler
- Coenraad Zijtsema (1702–1788), bekannter Leinenreeder und Schiffsreeder
- Simon van Hoorn (1704–1793), Leinenreeeder
- Gustaaf Willem van Imhoff (1705–1750), Gouverneur von Niederländisch-Indien 1743–1750
- Gottfried Arnold Lehmann (1766–1819), Kupferstecher und Lithograph
- Gerhard Janssen Schmid (1770–1845), in Logabirum geborener Orgelbauer
- Reinhard van Hoorn (1781–1860), Kaufmann zu Leer
- Carl Emanuel Groß (1800–1873), Jurist und Politiker
- Teletta Groß (1801–1888), Schulstifterin
- Johann Claussen Schmid (1811–1881), Orgelbauer
- Onno Klopp (1822–1903), Publizist und Historiker
- Brond de Grave Winter (1824–1892), Orgelbauer
- Heinrich Vosberg (1833–1891), Landschaftsmaler
- Fanny Witt (1838–1900), Theaterschauspielerin
- Ludolf Parisius (1852–1940), evangelischer Pastor und Dichter
- Heinrich Witte (1854–1903), Historiker und Gymnasiallehrer
- Friedrich Ritter (1856–1944), Heimatforscher
- Frida Weymann (1863–1942), Autorin
- Gerhard Budde (1865–1944), Pädagoge und Schulreformer
- Henricus Lüppo Cramer (1871–1943), Chemiker und Pionier der Photographie
- Sophie Fastenau (1872–1949), Autorin
- Felix Connemann (1875–1935), Fregattenkapitän der Kaiserlichen Marine und Geschäftsmann
- Bernhard Bavink (1879–1947), Naturwissenschaftler und Philosoph
- Albrecht Janssen (1886–1972), Schriftsteller und Übersetzer
- Wilhelmine Siefkes (1890–1984), Schriftstellerin
- Hermann Fritz Hoffmann (1891–1944), Psychiater, Neurologe und Hochschullehrer
- Carl Theodor Schneider (1902–1964), Tierzüchter
- Bruno Loets (1904–1969), Schriftsteller und Übersetzer
- Arend Lang (1909–1981), Mediziner, Nationalsozialist, Privatgelehrter und Kartograf
- Hermann Lange (1912–1943), seliggesprochener Priester und NS-Opfer
- Hermann Behrens (1915–2006), Prähistoriker und Direktor des Landesmuseums für Vorgeschichte in Halle (Saale)
- Karl Polak (1916–1994), NS-Opfer und KZ-Häftling
- Wilhelm Doden (1919–1994), Augenarzt
- Rudolf Hilscher (1921–2017), Bildhauer
- Lena Stumpf (1924–2012), Leichtathletin, Sportlerin des Jahres 1949
- Karl-Ludwig Böke (1927–1996), Bildhauer und Künstler
- Karl Heinz Böhling (1930–2016), Informatiker und Hochschullehrer
- Theo Schuster (1931–2016), Verleger
- Diedrich Heinrich Schmidt (1933–2020), Autor in niederdeutscher Sprache
- Frauke Stein (1936–2023), Archäologin
- Peter Ehlebracht (* 1940), Mitglied der Komikerband Insterburg & Co
- Christian Götz (1940–2000), Gewerkschafter
- Friedel Grützmacher (* 1942), Politikerin
- Andreas Lindemann (* 1943), evangelischer Theologe
- Dirk Barth (* 1944), Bibliothekar
- Friedrich Bernhard Balck (* 1945), Medizinischer Psychologe
- Hartmut Ruddies (1946–2020), evangelischer Theologe
- Franz-Peter Jakob (* 1949), Politiker (Die Grünen), ehemaliger Landtagsabgeordneter in Hessen
- Franz Sommerfeld (* 1949), Journalist und Autor
- Karl-Heinz Meier-Braun (* 1950), Journalist und Autor
- Heiner Altmeppen (* 1951), Maler und Grafiker
- Wilfried Buss (* 1951), Politiker (SPD)
- Erich Schmidt-Eenboom (* 1953), Publizist und Geheimdienstexperte
- Horst Bösing (* 1954), Komponist und Musikproduzent
- Volker Steenblock (1958–2018), Philosoph und Fachdidaktiker der Philosophie
- Harm-Uwe Weber (* 1958), Jurist und Politiker, Landrat im Landkreis Aurich
- Hans-Joachim Wolff (* 1958), Journalist und Sportkommentator
- Thomas Remmers (* 1960), Rechtsanwalt und Notar, Vizepräsident der Bundesrechtsanwaltskammer
- Meeno Schrader (* 1961), Meteorologe, Fernsehmoderator und Unternehmer
- Eric Markuse (* 1962), Programmchef von MDR Sputnik
- Gesine Multhaupt (* 1963), Politikerin (SPD) und Mitglied des Deutschen Bundestages 2002–2009
- H. P. Baxxter (bürgerlich: Hans Peter Geerdes; * 1964), Frontmann der Techno-Band Scooter
- Achim Detmers (* 1965), reformierter Theologe und Pfarrer
- Marco Weber (* 1966), Filmproduzent
- Olaf Meinen (* 1967), Politiker, Landrat im Landkreis Aurich
- Garrelt Duin (* 1968), Politiker (SPD), Mitglied des Deutschen Bundestages 2005–2012, Landesvorsitzender der SPD Niedersachsen 2005–2010, seit 2012 Wirtschaftsminister des Landes Nordrhein-Westfalen
- Dagmar Pruin (* 1970), evangelische Theologin
- Heike van Hoorn (* 1971), Managerin und Autorin
- Matthias Groote (* 1973), Politiker, Landrat des Landkreises Leer
- Sascha Piontek (* 1973), Richter am Bundesgerichtshof
- Jan Brandt (* 1974), Schriftsteller
- Okka Rau (* 1977), Beachvolleyballspielerin
- Andy Strauß (* 1981), Poetry Slammer, Autor und Schauspieler
- Antje Hamer (* 1982), Schauspielerin
- Christina Hennings (* 1984), Vizeweltmeisterin 2006 im Rudern (Frauenachter)
- Enno Bunger (* 1986), Songwriter, Sänger, Pianist, Komponist und Produzent
- Wilke Zierden (* 1987), Künstler und Webvideoproduzent, bekannt von Udo & Wilke
- Tobias Steffen (* 1992), Fußballspieler
- Sylvie Gühmann (* 1994), Autorin, Journalistin, Moderatorin und Psychologin
- Luisa Hartema (* 1994), Fotomodel und Mannequin, Gewinnerin der 7. Staffel des TV-Formates Germany’s Next Topmodel
- Moody Chana (* 1999), Fußballspieler

## Persönlichkeiten, die mit der Stadt in Verbindung stehen
- Ubbo Emmius (1547–1625), Theologe, Historiker, Pädagoge und Gründungsrektor der Universität Groningen (Niederlande)
- Jacobus Davids Vissering (1688–1766), Tabakfabrikant in Leer
- Johann Westermann (1741–1784), deutscher Lyriker des Barock
- Johann Ludwig Hinrichs (1818–1901), Mitbegründer der deutschen Baptistengemeinden, von 1849 bis 1853 erster Pastor der Baptistengemeinde Leer
- Ernst Reuter (1889–1953), deutscher Politiker und Bürgermeister West-Berlins; wuchs in Leer auf
- Erwin Jaenecke (1890–1960), deutscher General, Ritterkreuz- und deutscher Ordensträger. Legte in Leer das Abitur ab
- Fritz Klimmek (1905–1963), deutscher Naturforscher und Gymnasiallehrer am Teletta-Groß-Gymnasium Leer. Nach ihm ist die Klimmeks Brombeere benannt.
- Gerrit Herlyn (1909–1992), deutscher reformierter Pastor und plattdeutscher Autor
- Albrecht Weinberg (* 1925), Überlebender und Zeitzeuge des Holocaust, Ehrenbürger von Leer
- Jürgen Ahrend (* 1930), Orgelbauer, Firma seit 1954 ansässig in Loga
- Enno Eimers (* 1936), Historiker, Lehrer in Leer
- Marron Curtis Fort (1938–2019), Sprachwissenschaftler, Spezialist für Saterfriesisch und Plattdeutsch
- Josef Piontek (* 1940), Fußballspieler und Trainer; begann seine Karriere beim VfL Germania Leer
- Karl Dall (1941–2020), Komiker; verbrachte Teil seiner Jugend in Leer
- Janneke de Vries (* 1968), Direktorin der GAK Gesellschaft für Aktuelle Kunst in Bremen, in Leer aufgewachsen
- Julian Pahlke (* 1991), Politiker (Grüne)